# Cases-de-Pène
Cases-de-Pène is een gemeente in het Franse departement Pyrénées-Orientales (regio Occitanie) en telt 576 inwoners (2004). De plaats maakt deel uit van het arrondissement Perpignan.

## Geografie
De oppervlakte van Cases-de-Pène bedraagt 13,5 km², de bevolkingsdichtheid is 42,7 inwoners per km².

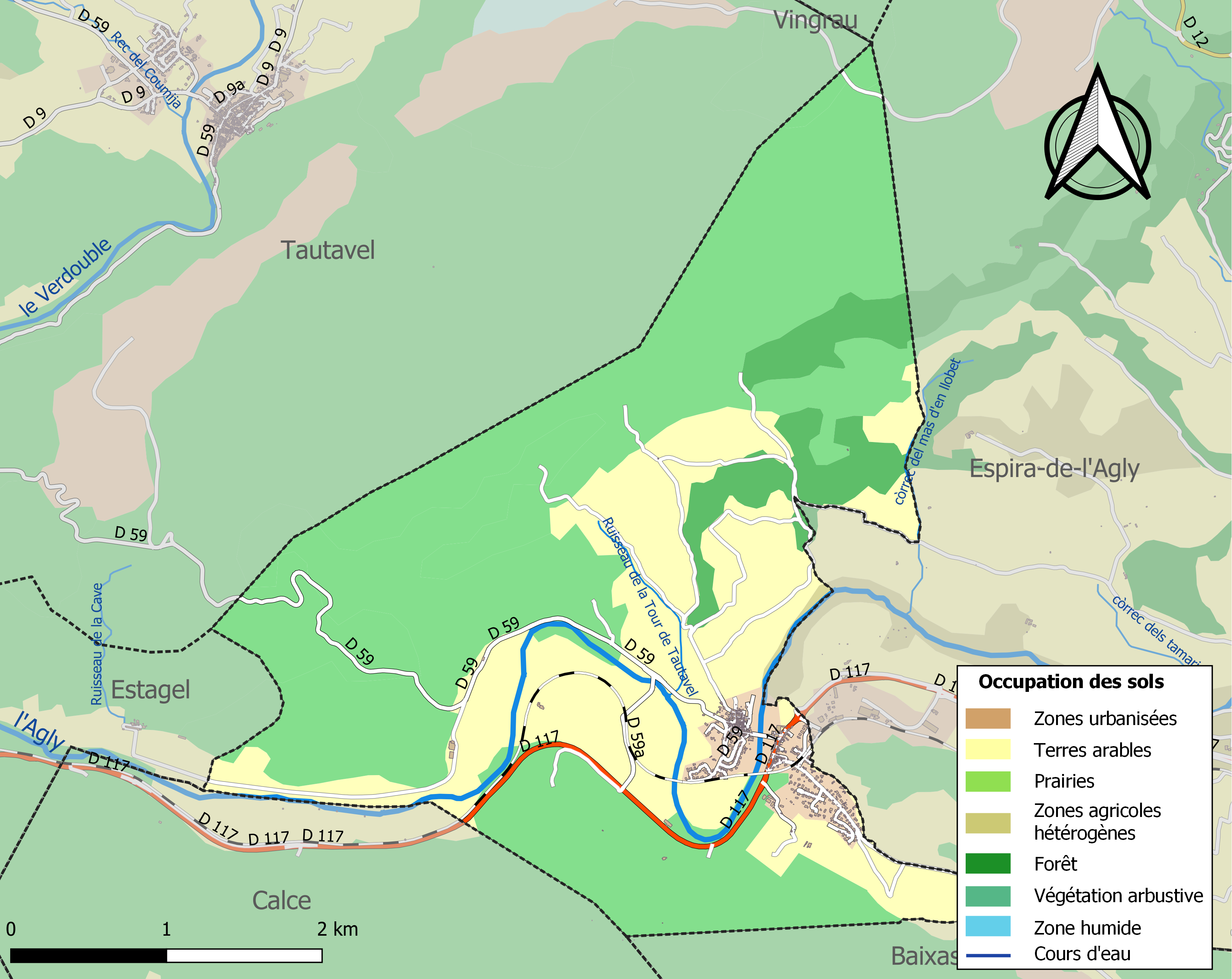
Kaart van de gemeente met de belangrijkste infrastructuur, bodemgebruik en omliggende gemeenten

## Demografie
Onderstaande figuur toont het verloop van het inwonertal (bron: INSEE-tellingen).